# Poa (departamento)
Poa é um departamento ou comuna da província de Boulkiemdé no Burkina Faso. A sua capital é a cidade de Poa.
Em 1 de julho de 2018 tinha uma população estimada em 40916 habitantes.